# 2012年美國電影學會獎
在2012年榮獲美國電影學會獎（AFI）年度最佳10部電影和10電視節目。

## 電影
- 《亞果出任務》
- 《南方野獸樂園》
- 《黑暗騎士：黎明昇起》
- 《決殺令》
- 《悲慘世界》
- 《少年PI的奇幻漂流》
- 《林肯》
- 《月昇冒險王國》
- 《派特的幸福劇本》
- 《00:30凌晨密令》

## 電視
- 《美國恐怖故事：瘋人院》
- 《絕命毒師》
- 《選情告急》
- 《權力遊戲》
- 《都市女孩》
- 《路易不容易（英语：Louie_(TV_series)）》
- 《廣告狂人》
- 《摩登家庭》
- 《反恐危機》
- 《陰屍路》